# ハイパートンネルズ&トロールズ
『ハイパートンネルズ&トロールズ』とは、テーブルトークRPGのルールシステムの一つ。プレイヤーはファンタジー世界の一人の冒険者となり、ゲームマスターから提示された課題（ダンジョン探索や誘拐事件の解決など）をクリアすることになる。5 - 6人のプレイヤーでパーティを組んでプレイするのが最適。ダメージ判定や行動の成否判定はサイコロを使って行う。
略称は、ハイパーT&TあるいはHTTなど。

## 概要
ケン・セント・アンドレらによるテーブルトークRPG『トンネルズ&トロールズ第5版（以下、T&T）』をもとに、安田均、清松みゆきらグループSNEのメンバーがルール改変等を行ったもので、1991年に最初のルールブックが社会思想社より（T&Tの追加ルールと言う位置づけで）出版された。その後、1994年6月に角川書店（角川スニーカー・G文庫）より（T&Tがなくてもプレイできるよう編集された）リニューアル版のルールブックが発刊されており、通常、こちらのルールに従ってプレイされる。
T&Tは、ダンジョン探索に特化したルールシステムだったが、スキル制やハイパーポイントなどの導入によりシティアドベンチャーにも対応できるようになったことが大きい。
また、従来は1系統のみであった魔法を「魔術師系」と「呪術師系」に分類し、T&Tのサプリメント『モンスター！モンスター！』に収録された「僧侶系」魔法の追加ルールを導入、さらに新たな系統として「怪盗系」を追加した。
これに伴って選択可能な職業が大幅に追加された。
戦闘時の行動も、行動タイミングの明確化やスキルの使用、また職業別の特殊なオプションが追加された事で、戦術の幅が広がっている。
だが、基本的な部分では、テーブルトークRPGの黎明期に作られたT&Tの特徴を、ほぼそのまま受け継いでいる。すなわち、スピーディーかつ大胆なゲーム進行が可能で、ダイナミックなストーリー展開に向いているが、反面、戦闘中ふつうならありえない出来事（例えば一人の熟練戦士が50体の敵を一撃で退治する）が起こりやすくなっており、細かな面でのバランスは悪い。
また他のテーブルトークRPGに比べて、強力な魔法や武器を比較的弱いうちから使えるのも特徴で、中レベル以上になるとゲームバランスの調整に苦慮することになる。

## システム
スキル制
行動の成功／失敗を判定する際に、行動に対応したスキルを持っていると成功しやすくなる。例えば、ある河を渡れるかどうかを判定する時に、従来は「体力」のないキャラクターは誰でも失敗しやすかったところ、「水泳」スキルを持っている人は体力がなくても成功しやすくなる。
ハイパーポイント
各キャラクターは自分の強さに応じた『ハイパーポイント』をもっており、このポイントを消費することで、行動の成否判定を成功しやすくしたり攻撃力を上げたりといったことができる。いわゆるヒーローポイント。

## キャラクター
キャラクターが選択可能な職業は以下の通り。
戦士
T&Tの戦士とほぼ同じ。攻撃力を高める戦闘オプション「渾身の一撃」、より強力となった「ハイパー・バーサーク戦闘」が使用可能。
盗賊
T&Tの盗賊と同様、武器も魔法も使えるキャラクターだが、スキル制の導入で戦闘以外の場面での活躍の場が広がった。
魔術師
T&Tの魔術師と同様だが、使用可能な呪文が「魔術師系」（攻撃呪文など直接的な効果のもの）に制限された。
呪術師
T&Tの魔術師と同様だが、使用可能な呪文が「呪術師系」（戦闘補助や呪いなど「怪しい」効果のもの）に制限された。
魔法戦士
T&Tの魔法戦士と同様。ただし呪文は「魔術師系」のみ。
魔道士
呪術師に対する魔法戦士に相当。呪文は「呪術師系」のみ。
僧侶
僧侶系の魔法を使う事ができる。戦士ほどではないが戦闘力もある。ただし宗派によって使用できる呪文や武器などが制限されている場合もある。
聖闘士
僧侶に仕える戦士。T&T版の戦士の能力に加えて僧侶系の魔法を制限つきで使える他、戦闘後に死亡する危険と引き替えに爆発的な戦闘力を得る戦闘オプション「聖戦士宣言」が使用可能。
武闘家
鍛えあげた肉体と精神を武器として戦う戦士。素手もしくはヌンチャクなどの特殊な武器と軽い防具しか使えないが、成長につれて攻撃力が上昇する他、一時的に攻撃力を高める戦闘オプション「気・効果」が使用可能。
怪盗
盗賊とほぼ同様だが、怪盗系魔法（盗賊の技に役立つ効果の呪文が多い）のみ使用可能。

## 世界設定
角川版では、背景世界として「ドラゴン大陸」が設定された。T&Tの公式背景世界である「カザン」や「コースト」を含む地域が竜の頭部の様な形状である事を元に、その「胴体」の部分を独自に設定したものである（ただしカザン帝国のある「竜の首」は他の地域とは魔法的に分断され、通常の手段では行き来は不可とされている）。また、ドラゴン大陸における宗教などについても設定されている。
なお後に公式背景世界でも世界が広がり、『トンネルズ&トロールズ完全版』において「ドラゴン大陸」の正式名称が「ルールフ」と設定されたことで全く異なる世界となってしまった。

## 関連書籍

### 社会思想社・現代教養文庫版
ハイパー・トンネルズ&トロールズ （ISBN 4-390-11384-4）
1991年4月出版。同ゲームの旧ルールブック。
1987年12月に出版された邦訳版『トンネルズ&トロールズ（第5版）』の追加ルールであるため、ルールの基礎部分は未掲載で、プレイには『トンネルズ&トロールズ（第5版）』が必要。

### 角川スニーカー・G文庫版
ドラゴンズ’ヘヴン （ISBN 4-04-480501-6 / ISBN 4-04-480503-2 / ISBN 4-04-480504-0）
1994年1月・9月・12月出版。同ゲームのリプレイ小説。キャラクター作成時は旧ルールだが、ゲーム進行は新ルールに従っている。全3巻。
ハイパーT&Tルールブック （ISBN 4-04-480502-4）
1994年6月出版。同ゲームの新ルールブック。
『トンネルズ&トロールズ（第5版）』がなくてもプレイ可能なように再編集された他、旧ルールから若干の変更が加えられている。
ドラゴン大陸 （ISBN 4-04-480505-9）
1995年7月出版。同ゲームのワールドガイド。背景世界の設定集。
『トンネルズ&トロールズ（第5版）』のサプリメントであるシナリオ集やソロ・アドベンチャーから判明している背景世界の設定を基に、グループSNEが独自に補完したもの。『Deluxe Tunnels&Trolls』および邦訳版『トンネルズアンドトロールズ完全版』で判明したドラゴン大陸とは細部が異なる。
モンスター！モンスター！！ （ISBN 4-04-480506-7）
1995年11月出版。同ゲームのデータブック。追加ルールやアイテム、魔法、魔物の追加などが行われている。T&Tの同タイトルのサプリメントとは別物。
ドラゴン大陸興亡記 （ISBN 4-04-461501-2 / ISBN 4-04-461502-0 / ISBN 4-04-461503-9 / ISBN 4-04-461504-7）
1996年4月・8月・11月、1997年3月出版。同ゲームの背景世界を舞台とする小説。全4巻。ストーリーは、リプレイ小説『ドラゴンズ’ヘヴン』の続きになっている。
空からの落とし物 （ISBN 4-04-480507-5）
1996年5月出版。同ゲームのリプレイ小説。コンプRPG連載「ワンダリング・ドラグーン」のパーティーにより展開されている。挿絵はこばやしひよこが担当した。

### その他
傭兵剣士
2006年11月出版。T&Tのソロアドベンチャーと、それを元にしたセッションのリプレイ小説のダブルブック。このリプレイは元々グループSNEのサイトで掲載されていたもので、ハイパーT&Tのルールが使用されていた。出版に際して第7版のルールに沿うよう変更がなされている。
なお、データイーストよりドラゴンズ’ヘヴンのコンピュータRPG版の発売も告知されていたのだが、機種がスーパーファミコンからセガサターンに変更になった末に発売中止となった。